# Dinopsyllus ingens
Dinopsyllus ingens är en loppart som först beskrevs av Rothschild 1900.  Dinopsyllus ingens ingår i släktet Dinopsyllus och familjen mullvadsloppor. Inga underarter finns listade i Catalogue of Life.